# Hyun Seung-jong

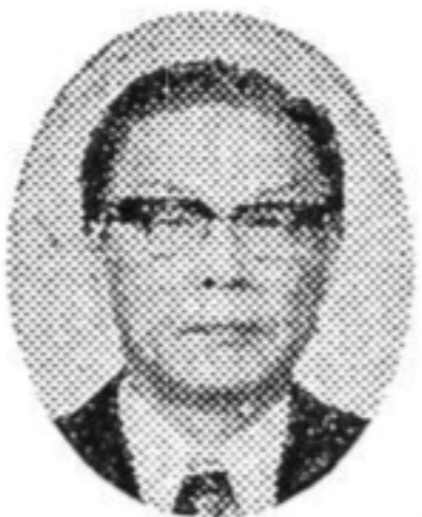
Hyun Seung-jong (1976)

Hyun Seung-jong (* 26. Januar 1919 in Kaech’ŏn, P’yŏngan-namdo; † 25. Mai 2020) war ein südkoreanischer Politiker, der vom 8. Oktober 1992 bis zum 25. Februar 1993 der 24. Premierminister Südkoreas war.